# Хадиженск
Хадиженск (на руски: Хадыженск) е град в Русия, разположен в Апшеронски район, Краснодарски край. Населението му през 2010 година е 21 579 души.

## Население
Населението на града през 2010 година е 21 579 души. През 2002 година населението на града е 21 286 души, от тях:
- 18 091 (85,0 %) – руснаци
- 1696 (8,0 %) – арменци
- 611 (2,9 %) – украинци
- 144 (0,7 %) – грузинци
- 94 (0,4 %) – татари
- 88 (0,4 %) – германци
- 86 (0,4 %) – беларуси
- 67 (0,3 %) – гърци
- 29 (0,1 %) – азербайджанци
- 28 (0,1 %) – адигейци
- 16 – цигани
- 6 – турци